# Half&half
『Half&half』（ハーフアンドハーフ）は、瀬尾公治による日本のファンタジー系ラブコメ漫画作品。漫画雑誌『別冊少年マガジン』（講談社）にて、2012年10月号から2015年6月号まで連載された。単行本は全2巻。
本作は1996年に発表された瀬尾のデビュー短編『HALF&HALF』が原作で、『HALF&HALF』は2007年に一度、本人によるリメイクがされている。
瀬尾本人は、「読み切り、リメイク、連載と、この作品を描くのも3度目で、普通なら飽きそうなものだが、本作は『生と死』をテーマにした作品であり、10代、20代、30代の自分がこのテーマと向かい合ったとき、考え方が徐々に変化しているため、描いても飽きないのかもしれない」とコメントしている。

## あらすじ
ある日、永川慎一は建物の屋上から落ちてきた真田夕貴と激突し、2人とも同時に死亡してしまう。そのまま生と死の狭間の世界にいると、謎のお告げが聞こえ、「どちらか1人だけ生きられる。7日間の猶予を与えるので、2人で話し合い“生きる者”をきめておくように」と言われ、2人は一時的に生き返ることができた。しかし、生き返った後の2人は、感情や刺激が共有され、常に近くにいなければならないという制約がついた状態となってしまう。
2人は見知らぬ相手のため、はじめは警戒し、「相手が死ねば、自分は生き残れる」ことから、お互いが「あわよくば死んで欲しい」と思っていた。しかしながら、7日間一緒に過ごしている中で、様々な出来事があり、感情が共有されていることから相手の気持ちが手に取るように分かるため、お互いをよく理解できるようになる。次第に2人は恋愛感情を抱くようになり、付き合い始めることとなるが、すぐに約束の7日目が訪れ、“生きる者”を決めなければならなくなる。

## 登場人物
永川慎一（ながかわしんいち）
本作の主人公。画家を目指す普通の大学生。生まれてすぐに母親を亡くし、祖母と父親に育てられてきた。慎一が描いた絵をみて祖母が喜ぶことから、絵を描くことが好きになり、次第に画家を目指すようになるが、美大には進学できず、三流の大学に進学した。しかし絵を描くのは好きで、劇中では風景画や、夕希の人物画などを描いている。
真田夕希（さなだゆうき）
声 - 三澤紗千香（戦国大戦）
本作の主人公。少しミステリアスな大学生。はじめ、「屋上から落ちたのは自殺」だと言っていたが、そのうち、友人との口論の末に突き落とされたことが明らかとなる。両親を幼いころになくし、施設で育ってきた。少し厳しい性格で、慎一には“オナニー禁止”や、“寝ている時には線を越えて来ないように”、などと命じている。バスト大きく、非常にスタイルが良い。
菜穂（なほ）
慎一の彼女。付き合い始めて約1ヵ月のころ、慎一が菜穂にウソをついてデートをドタキャンしたにもかかわらず夕希と一緒に歩いていたため、激昂しその場を立ち去ってしまう。その後、事情説明をしにきた清春とSEXをしているところを慎一、夕希に見つかり、破局することとなる。
清春（きよはる）
慎一の幼馴染。親友ではなく腐れ縁。「慎一が浮気をしている」と勘違いしている菜穂に事情説明をしてくれるが、なりゆきで菜穂とSEXをすることとなり、それを慎一、夕希に見つかてしまう。
萌絵（もえ）
夕貴の中学生時代からの友人で、大学の同じテニスサークルに所属している。萌絵がサークルの部長と付き合うようになったが、部長は浮気をよくするタイプだったため、萌絵に忠告したところ、口論となり、夕希を屋上から突き落としてしまう。

## 書誌情報
- 作者：瀬尾公治、『Half&half』〈講談社コミックス〉、全2巻
  1. 2013年8月16日発行、ISBN 978-4-06-394921-6
  2. 2017年1月17日発行、ISBN 978-4-06-395440-1